# Ana Blažeković
Ana Blažeković (Gornja Kovačica, 13. prosinca 1924. – ?, 2019.) bila je hrvatska iseljenička književnica i prevoditeljica iz Argentine. Pisala je romane i pripovijetke na španjolskom jeziku.
Pripadala je skupini hrvatskih ratnih izbjeglica koji su 1945. izbjegli iz Hrvatske u Argentinu.
Članicom je Sociedad Argentina de Escritores (Društva argentinskih pisaca) od 1977.
U njezinu opusu ističe se roman Zvono, čija je tematika vezana uz hrvatsku povijest.

## Djela
- Venancio
- La fragua de las pasiones
- La Campana (Zvono), roman

Prevela je nekoliko hrvatskih pjesnika i jednu dramu Tomislava Bakarića na španjolski jezik.
Za svoj rad je dobila više nagrada i priznanja, a djela su joj se našla u više antologija.